# ماكسيم أفراموف
ماكسيم أفراموف هو لاعب كرة قدم روسي في مركز الدفاع، ولد في 2 يوليو 1987. لعب مع لوخ إينيرجيا فلاديفوستوك ونادي ساتورن رامنسكوي.

## وصلات خارجية
- ماكسيم أفراموف على موقع قاعدة بيانات كرة القدم.إي يو (الإنجليزية)
- ماكسيم أفراموف على موقع Soccerway.com (الإنجليزية)